# English Music Festival
Pour les articles homonymes, voir EMF.
 (août 2024).
Si vous disposez d'ouvrages ou d'articles de référence ou si vous connaissez des sites web de qualité traitant du thème abordé ici, merci de compléter l'article en donnant les références utiles à sa vérifiabilité et en les liant à la section « Notes et références ».
L'English Music Festival (EMF) est un festival de musique britannique. Dirigé par Em Marshall, il a pour but de promouvoir la musique britannique, son héritage et son avenir. En ce sens, il organise des événements publics (concerts et lectures) notamment destinés aux jeunes.
La dix-septième édition s'est tenue à l'abbaye de Dorchester du 24 au 27 mai 2024.